# CD Audaz
Club Deportivo Audaz – salwadorski klub piłkarski z siedzibą w mieście Apastepeque, w departamencie San Vicente. Występuje w rozgrywkach Tercera División. Domowe mecze rozgrywa na obiekcie Estadio La Coyotera.

## Historia
Klub został założony w czerwcu 1945 (niektóre źródła podają 1948 rok). Przez większość swojej historii występował w niższych ligach salwadorskich. W 2014 roku wywalczył awans do drugiej ligi, zaś w 2017 roku po raz pierwszy w historii awansował do Primera División, pokonując w finale Independiente San Vicente (1:0). Został pierwszym klubem piłkarskim z Apastepeque w najwyższej lidze salwadorskiej. Ze względu na to, że ich domowy obiekt Estadio La Coyotera nie spełniał pierwszoligowych wymogów, Audaz zaczął rozgrywać domowe mecze na Estadio Jiboa (domowym stadionie Independiente San Vicente) w San Vicente, stolicy departamentu.
W styczniu 2019 Juan Pablo Herrera, prezes Audaz, przekazał na pół roku administrowanie klubowi Roberto Camposowi. Zmieniono wówczas barwy klubowe i logo na koszulkach na symbole Independiente San Vicente, jednak ostatecznie zgody nie wyraziły na to władze ligi. W czerwcu 2019 Audaz użyczył swojej licencji na występy w Primera División zespołowi Independiente San Vicente, a w 2020 roku sprzedał ją klubowi CD Luis Ángel Firpo. Ogółem w najwyższej klasie rozgrywkowej Audaz występował w latach 2017–2019.
Następnie klub odrodził się w trzeciej lidze salwadorskiej.